# Olga Savjalova
Olga Viktorovna Savjalova (ryska: Ольга Викторовна Завьяанова), född Kornejeva 24 augusti 1972 i Leningrad, är en rysk före detta  längdskidåkare. Hon är bosatt i Krasnogorsk. 
Savialova har vunnit sex mästerskapsmedaljer varav två guldmedaljer. Hon har åstadkommit 13 pallplatser på 157 starter i världscupen (mars 2007).
Hon deltog i olympiska vinterspelen 2002, 2006 och 2010.